# Campionati europei di atletica leggera 2018 - 10000 metri piani femminili
I 10000 metri piani femminili ai campionati europei di atletica leggera 2018 si sono svolti l'8 agosto 2018.

## Podio
| Oro     | Lonah Chemtai Salpeter Israele |
| Argento | Susan Krumins Paesi Bassi      |
| Bronzo  | Meraf Bahta Svezia             |

## Record
Prima di questa competizione, il record del mondo (RM), il record europeo (EU) ed il record dei campionati (RC) erano i seguenti:
| Record                | Prestazione | Atleta                        | Data                                      | Competizione   |
| --------------------- | ----------- | ----------------------------- | ----------------------------------------- | -------------- |
| Record mondiale       | 29'17"45    | Almaz Ayana Etiopia           | 12 agosto 2016 Rio de Janeiro, Brasile    | Olimpiadi 2016 |
| Record europeo        | 29'56"34    | Elvan Abeylegesse Turchia     | 15 agosto 2008 Pechino, Cina              | Olimpiadi 2008 |
| Record dei campionati | 30'01"09    | Paula Radcliffe Gran Bretagna | 6 agosto 2002 Monaco di Baviera, Germania | Europei 2002   |

## Risultati
| Pos. | Nome                   | Nazionalità | Tempo    | Note                          |
| ---- | ---------------------- | ----------- | -------- | ----------------------------- |
|      | Lonah Chemtai Salpeter | Israele     | 31'43"29 |                               |
|      | Susan Krumins          | Paesi Bassi | 31'52"55 |                               |
|      | Meraf Bahta            | Svezia      | 32'19"34 |                               |
| 4    | Alina Reh              | Germania    | 32'28"48 |                               |
| 5    | Yasemin Can            | Turchia     | 32'34"34 |                               |
| 6    | Alice Wirght           | Regno Unito | 32'36"45 |                               |
| 7    | Charlotta Fougberg     | Svezia      | 32'43"04 | Miglior prestazione personale |
| 8    | Swjatlana Kudselitsch  | Bielorussia | 32'46"34 |                               |
| 9    | Maitane Melero Lacasia | Spagna      | 32'52"59 |                               |
| 10   | Sara Catarina Ribeiro  | Portogallo  | 32'53"71 |                               |
| 11   | Nuria Lugueros         | Spagna      | 32'55"30 |                               |
| 12   | Roxana Bârcă           | Romania     | 33'17"61 |                               |
| 13   | Krisztina Papp         | Ungheria    | 33'20"27 |                               |
| 14   | Natalie Tanner         | Germania    | 33'22"21 |                               |
| 15   | Jip Vastenburg         | Paesi Bassi | 33'41"79 |                               |
| 16   | Sophie Duarte          | Francia     | 33'56"57 |                               |
| 17   | Emma Mitchell          | Irlanda     | 34'08"61 |                               |
| 18   | Jewhenija Prokofjewa   | Ucraina     | 34'15"81 |                               |
|      | Olena Serdjuk          | Ucraina     | dnf      |                               |
|      | Julija Schmatenko      | Ucraina     | dnf      |                               |
|      | Katarzyna Rutkowska    | Polonia     | dnf      |                               |
|      | Anna Gehring           | Germania    | dnf      |                               |
|      | Ancuța Bobocel         | Romania     | dnf      |                               |
|      | Sara Moreira           | Portogallo  | dnf      |                               |
|      | Inês Monteiro          | Portogallo  | dnf      |                               |
|      | Tania Carretero        | Spagna      | dnf      |                               |